# Cittiglio
Cittiglio é uma comuna italiana da região da Lombardia, província de Varese, com cerca de 3.717 habitantes. Estende-se por uma área de 11 km², tendo uma densidade populacional de 338 hab/km². Faz fronteira com Brenta, Caravate, Castelveccana, Gemonio, Laveno-Mombello.

## Demografia
| Variação demográfica do município entre 1861 e 2011                               |
|                                                                                   |
| Fonte: Istituto Nazionale di Statistica (ISTAT) - Elaboração gráfica da Wikipedia |

## Cidades-irmãs
- Camerota, Itália